# Sillimanit
Sillimanit là một khoáng vật nhôm silicat, có công thức hóa học Al2SiO5. Sillimanit được đặt theo tên nhà hóa học người Mỹ Benjamin Silliman (1779–1864). Khoáng vật này được mô tả đầu tiên năm 1824 trên một mẫu ở Chester, Quận Middlesex, Connecticut, Hoa Kỳ.

## Phân bố

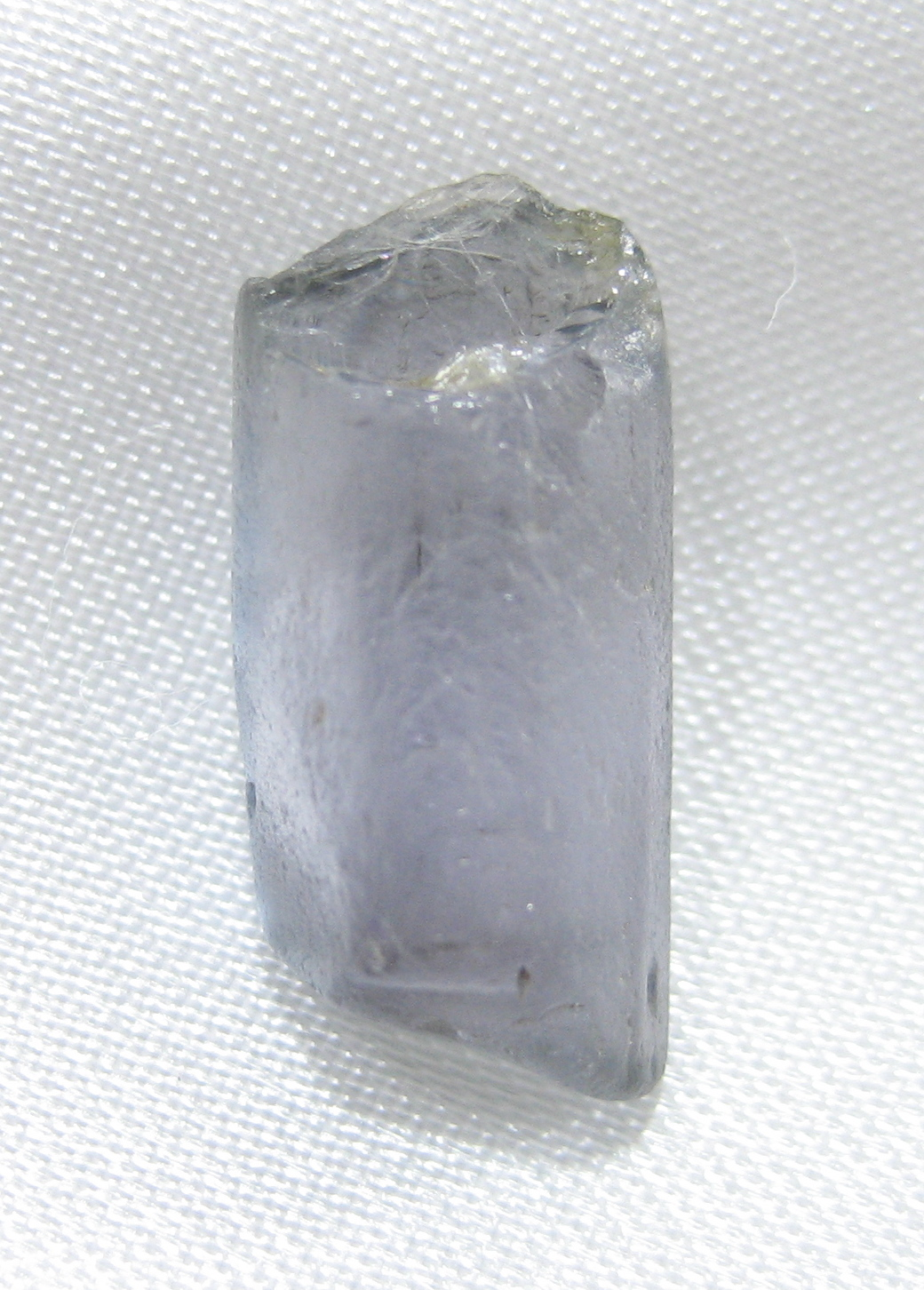
Tinh thể silimanit ở Sri Lanka

Sillimanit là một trong ba dạng đồng hình nhôm-silicat, hai dạng còn lại là andalusit và kyanit. Biến thể phổ biến của sillimanit được gọi là fibrolit, sở dĩ nó có tên này là do khoáng vật thể hiện  bên ngoài là một bó sợi quấn vào nhau khi nhìn dưới lát mỏng hoặc thậm chí bằng mắt thường. Cả hai dạng sợi và dạng thường gặp của sillimanit có mặt phổ biến trong các đá trầm tích bị biến chất. Nó là một khoáng vật chỉ thị, được thành tạo trong môi trường nhiệt độ cap nhưng áp suất thay đổi, nhưn trong các đá gneiss và granulit. Nó xuất hiện cùng với andalusit, kyanit, feldspar kali, almandin, cordierit, biotit và thạch anh trong các đá schist, gneiss, hornfels và cũng hiếm gặp trong pegmatit.